# 三仁畲族乡
三仁畲族乡是中华人民共和国浙江省丽水市遂昌县下辖的一个民族乡。2011年6月，三仁畲族乡经由环境保护部、国家发展与改革委员会、住房和城乡建设部、科学技术部、农业部及有关行业专家组成的专家评审委员会审定,被命名为“中国绿色名乡”。

## 行政区划
三仁畲族乡下辖以下村级行政区划单位：
十三都村、沙口村、排前村、高碧街村、小忠村、好川村、大觉村和坑口村。